# Fuga senza scampo
Fuga senza scampo (No Place to Hide), distribuito anche col titolo Rebel, è un film del 1973 diretto da Robert Allen Schnitzer e interpretato da Sylvester Stallone.

## Trama
Jerry è un giovane leader di un movimento studentesco dedito alla contestazione sociale.
Deluso dai pochi risultati ottenuti dal suo gruppo giovanile, il giovane lascia la leadership e si unisce ad una banda di terroristi. Con l'aiuto di una donna di colore, ricercata in tutto il mondo, i terroristi organizzano un attentato agli edifici di una multinazionale. Jerry conosce allora la bella Laurie, la quale cercherà inutilmente di convincerlo che solo grazie all'amore si può cambiare il mondo. L'attentato si rivela però una trappola organizzata dai servizi segreti, con l'aiuto dall'interno del gruppo di Tommy, per mettere le mani sulla pericolosa ricercata. Mentre tutti i terroristi vengono catturati, Jerry fugge  con l'intenzione di andare dall'amata Laurie, ignorando di avere nella sua auto l'ordigno preparato per l'attentato.